# Skalka u Žehušic
Přírodní památka Skalka u Žehušic je chráněné území v okrese Kutná Hora ležící v ohybu řeky Brslenky vlevo od silnice Rohozec - Žehušice. Předmětem ochrany je několik malých jámových lomů, které odhalují křídový útes, na němž jsou patrné prvky abraze a je nalezištěm druhohorních zkamenělin. Zatopený lom je významným útočištěm fauny stojatých vod. Území se nachází na vedlejším vrcholku vyššího jihovýchodního vrcholu Žehušická skalka (225 m n. m.).

## Galerie

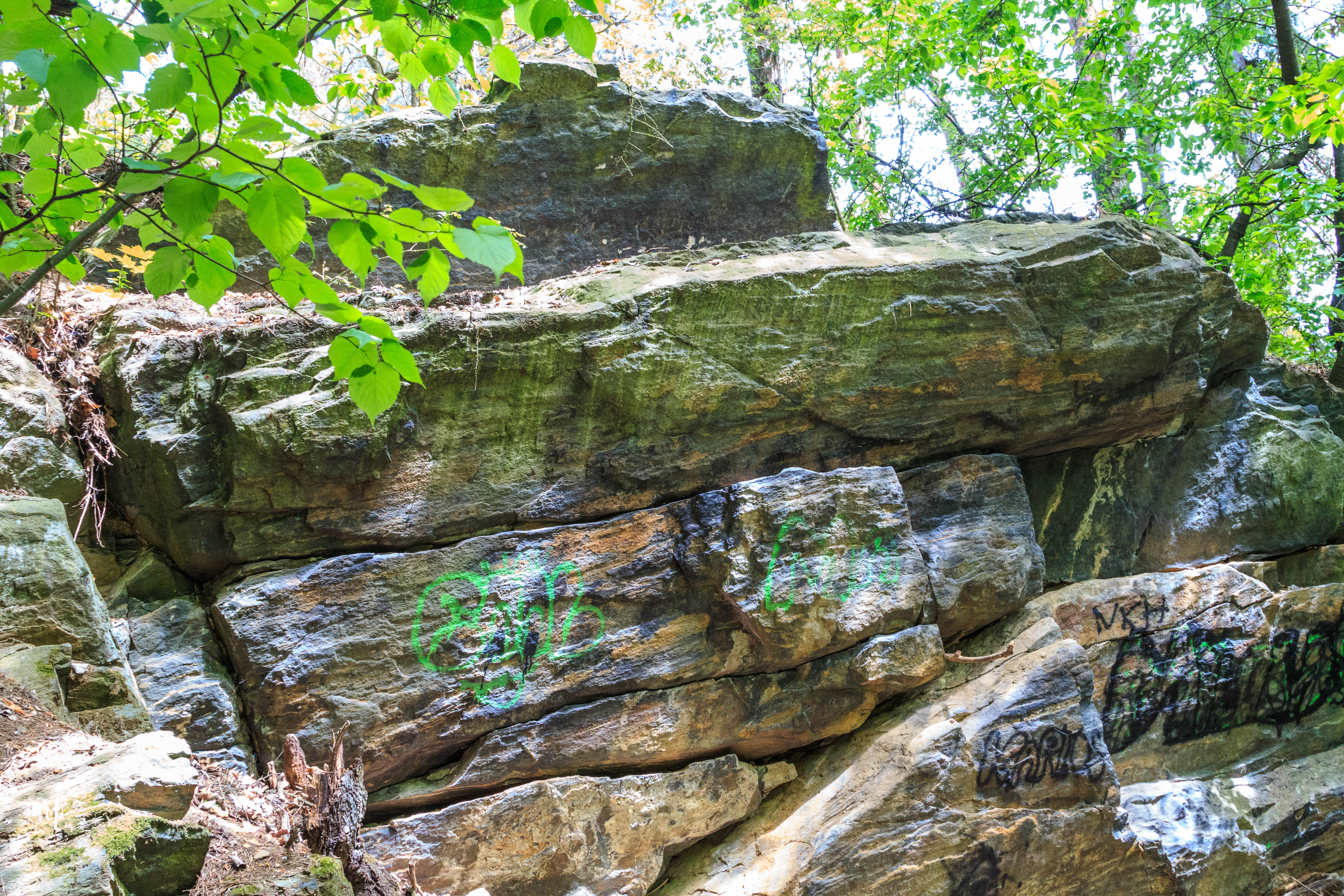
PP Skalka u Žehušic
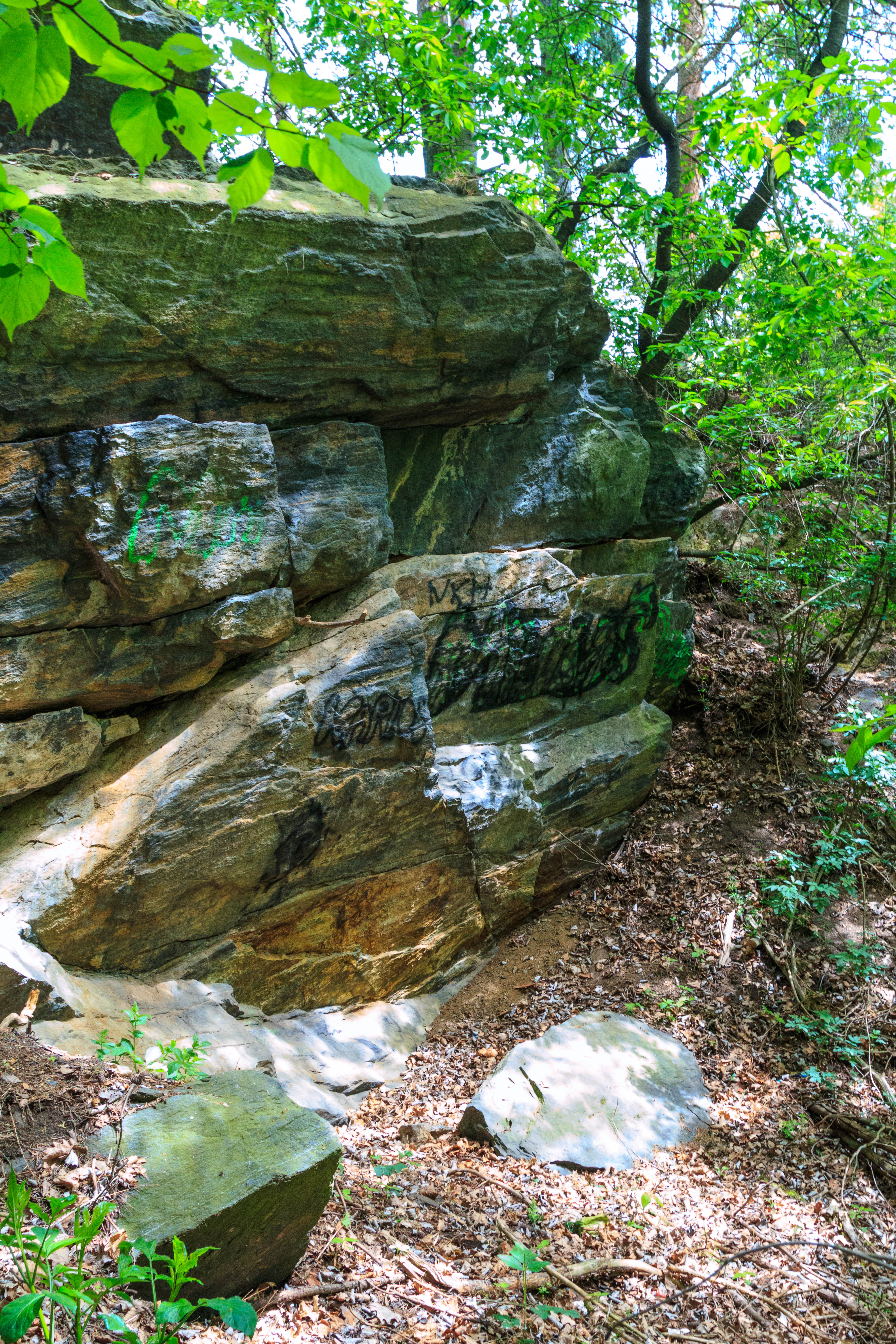
PP Skalka u Žehušic
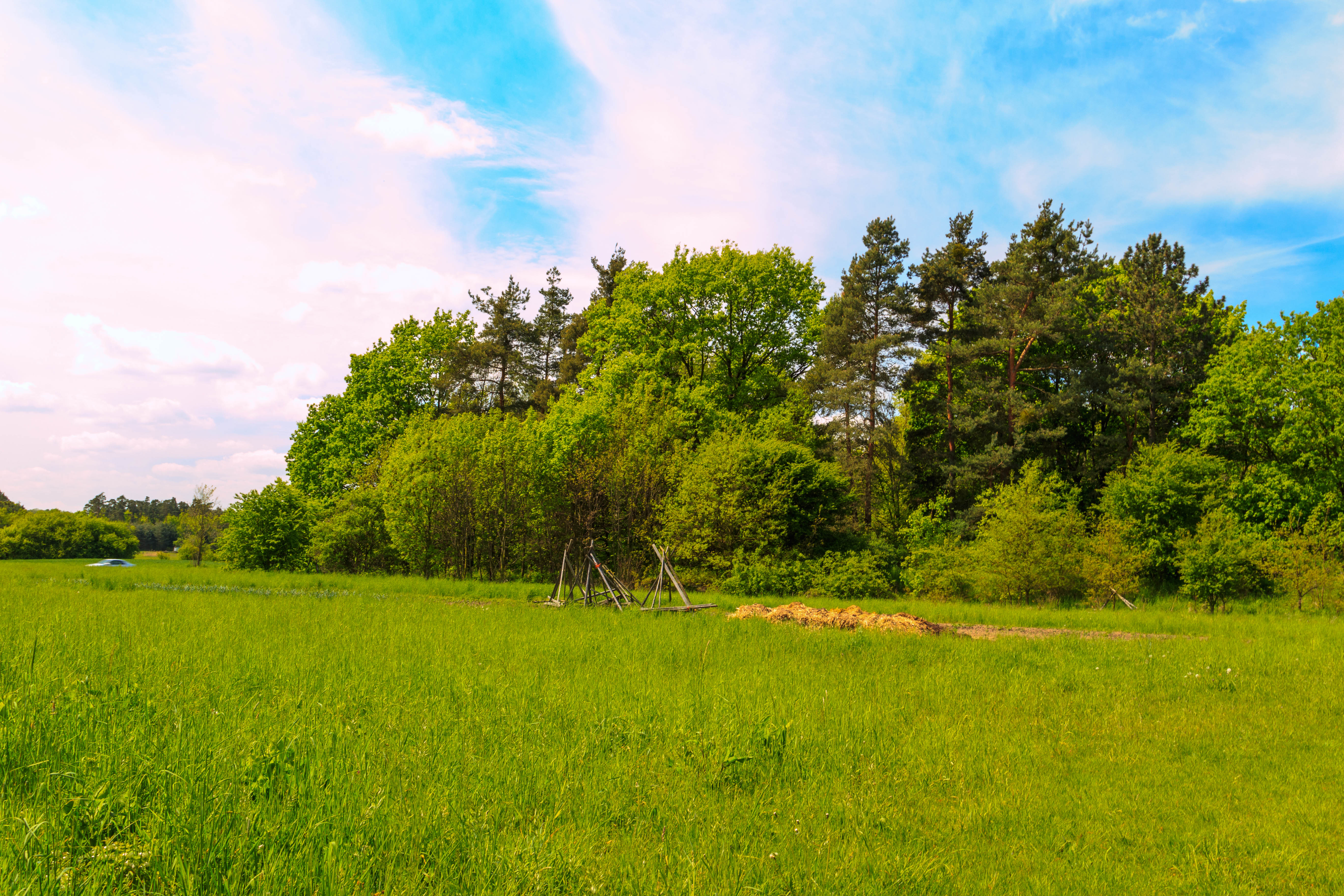
PP Skalka u Žehušic
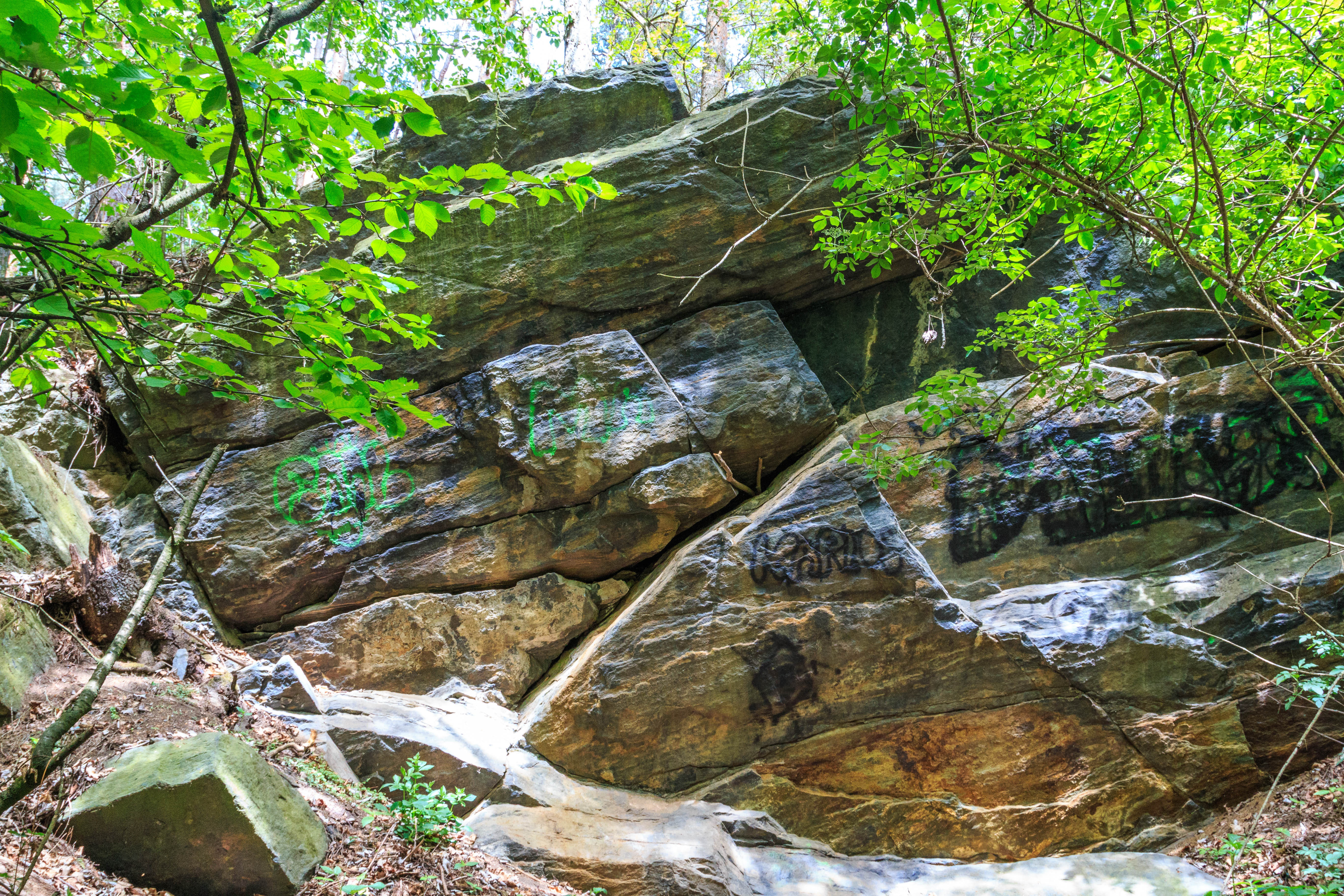
PP Skalka u Žehušic